# Чича Томина колиба
Чича Томина колиба је роман аболиционистичке списатељице Харијет Бичер Стоу. Роман је најпре објављиван у наставцима у часопису National Era, а у целини је први пут објављен 20. марта 1852. године. Само годину дана након објављивања распродат је у преко 300.000 примерака широм Сједињених Америчких Држава и у преко 2 милиона примерака широм света. Преведен је на најмање двадесет и три језика и доживео је велики успех, али је и жестоко нападан на „робовласничком Југу“ САД. Овај роман је, према многим изворима, један од узрока због којих је избио Амерички грађански рат (1861—1865). Веома је позната прича о томе како је Херијет Бичер Стоу једном приликом посетила Абрахама Линколна у Белој кући, а он ју је поздравио речима: „То је та мала жена због које је избио велики рат.” Као главни повод за писање овог романа наводи се доношење Закона о одбеглим робовима 1850. године, који је захтевао да се сви одбегли робови, након што их ухвате, морају вратити својим господарима.

## Прича
Иако је у наслову романа истакнут један лик, Чича Томина колиба се заправо бави двема причама, чији су протагонисти двојица Црнаца — Том и Џорџ Харис, који покушавају да се одупру дехуманизацији коју намеће ропство. На почетку романа, породице обојице главних ликова погођене су истом несрећом — њихови чланови биће продати другим робовласницима. На овај начин, Херијет Бичер Стоу приказује како је ропство раздирало породице и везе између родитеља и деце, мужа и жене, што је за њу један од најстрашнијих последица робовласништва. Док прича Џорџа Хариса прати раздвајање једне породице и потешкоће које пролазе до поновног, коначног уједињења, чича Томина прича представља његово жртвовање и мирно прихватање свих недаћа које су га снашле. На тај начин, чича Тома је представљен као хришћански мученик, односно неко ко трпи овоземаљске муке, црпећи снагу из несаломиве вере у оноземаљско постојање — у бољи живот који ће бити награда за све претрпљене недаће. Чича Томина патња и смрт дали су подстрек младом Џорџу Шелбију (сину његовог господара) да ослободи све робове који су били у власништву његове породице и тако главни лик овог романа постаје истински херој, који је страдао за опште добро. Стога, без обзира на то што овај роман има доста слабости на пољу нарације, то је једно снажно дело, чија се вредност темељи на моћним ликовима.
Време и место радње романа су Сједињене Америчке Државе у 18. и 19. веку. Ликови који учествују у роману су чича Томо, господин и госпођа Шелби, господин Халеј, Том Локер, Ева, Август Сент Клер, госпођица Офелија, Кеси, Емелина и господин Легри.

## Филмска адаптација
По роману 1965. године је снимљен и истоимени филм у режији Гезе Радванија, у главној улози са Џоном Кицмилером који глуми чича Тому и премијерно је приказан на четвртом Московском интернационалном филмском фестивалу.
Филм је био западнонемачко (Debora Film, CCC) - француско (Sipro) - италијанско (Debora Film) - југословенска (Avala film) продукција и сниман је на више локација у Југославији.